# چهل‌خانه (فریدن)
چهل‌خانه، روستایی ترک زبان از توابع بخش زنده‌رود شهرستان فریدن در استان اصفهان ایران است.

## جمعیت
این روستا در دهستان قره بیشه قرار دارد و براساس سرشماری مرکز آمار ایران در سال۱۳۸۵، جمعیت آن ۲۷۰۰ نفر (۷۳۰خانوار) بوده‌است.

## تاریخچه
چهل خانه در گذشته دارای چهل خان بوده که از روی همان نام نام این روستا چهل خانه انتخاب شده و همچنین گفته میشود که در قدیم تمام ملک و زمین ها و صحراها متعلق به خان بوده و صحرا به ترکی چُل معنی میشود از این رو به روستا چُل خان گفته می‌شده که رفته رفته و به علت درست تلفظ نکردن فارس زبان ها  به چهل‌خانه تغییر می‌کند . مکانی هایی در این روستا وجود دارد به نام دارچه و آقداش که در آنجا آثار قدیمی و خانه های مخروبه ی قدیمی یافت می شود . همچنین احتمال میرود که در آنجا گنج هایی از گذشته باقی مانده باشد . اکثر اقوام چهل خانه فرزندان همان چهل خان در گذشته هستند . 

## مکان های تاریخی
مسجد جامع ، حمام عمومی ، چهل دختر ، نماز گاه ، دارچه ، خانه های زیر زمینی و ...